# Тенлитаун — Эй-Ю
Тенлитаун — Эй-Ю (англ. Tenleytown–AU) — подземная станция Вашингтонгского метро на Красной линии. Станция представлена одной островной платформой. С точки зрения архитектуры Тенлитаун — Эй-Ю схожа с другими станциями подземного участка Красной линии Вудли-парк—Медикал-Сентер, который включает 7 станций. Станция обслуживается Washington Metropolitan Area Transit Authority. Расположена в районе Тенлитаун севернее транспортного кольца Тенли-сёркл и Американского университета на пересечении Висконсин-авеню и Небраска-авеню, Северо-Западный квадрант Вашингтона.
Пассажиропоток — 2.816 млн. (на 2010 год).
Станция была открыта 25 августа 1984 года.
Проектные названия — Тенли-сёркл и Тенлитаун. Название станции происходит от района Тенлитаун и Американский университет (название которого у станции применяется в виде аббревиатуры Эй-Ю — англ. AU).
Открытие станции было совмещено с открытием ж/д линии длиной 10,9 км и ещё 4 станций: Френдшип-Хайтс, Бетесда, Медикал-Сентер и Гросвенор.